# Alicia Morton
Alicia Morton (Gonzales, Luisiana, 29 de abril de 1987) es una actriz y cantante estadounidense.

## Biografía
Morton comenzó a cantar a los 18 meses. A los 6 años interpretó el personaje principal en el musical Annie, en su colegio de Baton Rouge, Luisiana. A los 8 años obtuvo el papel de Cosette (niña) en Los Miserables de Broadway, en 1996. Ricky Martin, el co-protagonista, solía frotar las manos de Morton con maquillaje para tener buena suerte. En 1998, Alicia superó a otras 3.000 niñas en el casting para un papel en la versión de Disney de Annie. Morton tuvo problemas al interpretar algunos momentos dramáticos de esta película. "Las escenas emotivas eran difíciles para mí" dijo, hasta que un profesor de interpretación le sugirió que se inspirara en la muerte de su padre. Su mejor amiga, Alexis Kalehoff, es hija de la Annie original de Broadway, Andrea McArdle.
McArdle también hizo un cameo en la versión cinematográfica de Annie, dirigida por Morton, en la que interpretó a la futura promesa que hace un solo en la canción NYC. Su película más reciente fue The Thirst, película de terror acerca de vampiros, donde interpretó a una joven con hemofilia llamada Sara.
Se graduó de la escuela secundaria East Ascension en 2005, y comenzó la universidad en 2006. También toca la guitarra. Estudió música en la Universidad Tulane y también actúa ocasionalmente en el teatro regional. Su expareja, Tony Carubba, toca la guitarra y es cantante en una banda de rock pop/punk en su ciudad natal, Gonzales, Luisiana.
Del 6 al 16 octubre de 2011, Morton protagonizó junto a Andrea McArdle el nuevo musical Greenwood en el Festival de Teatro Musical de Nueva York Archivado el 5 de febrero de 2020 en Wayback Machine.. Después de eso, Morton volvió a su ciudad natal Gonzales, Luisiana, y enseñó drama en la escuela secundaria Ascension Christian High. Actualmente reside en Prairieville, Luisiana, y trabaja como técnica veterinaria.

## Filmografía
| Año  | Filme            | Rol           |
| ---- | ---------------- | ------------- |
| 1999 | Annie            | Annie Bennett |
| 2001 | The Big House    |               |
| 2001 | Dodson's Journey | Maggie Dodson |
| 2004 | Miracle Run      | Jennifer      |
| 2005 | Odd Girl Out     | Tiffany       |
| 2006 | The Thirst       | Sara          |